# Movimento da Unidade Revolucionária
O Movimento de Unidade Revolucionária é um partido político nicaraguense, fundado em 1988 como um novo partido marxista por desertores do Partido Marxista-Leninista da Nicarágua (PMLN), do Partido Comunista da Nicarágua (PCN) e daFrente Sandinista de Libertação Nacional (FSLN). Ex-membro da FSLN, Moisés Hassán, ex-major sandinista de Manágua, era o líder da organização. MUR participou das eleições presidenciais da Nicarágua em 1990 (com Hassan como seu candidato presidencial) e ganhou um assento (de 110) na Assembleia Nacional.

O atual presidente do MUR é Francisco Samper.